# Trois Baigneuses (Courbet)
 (septembre 2024).
Pour les articles homonymes, voir Trois baigneuses.
Trois Baigneuses est un tableau réalisé par le peintre français Gustave Courbet entre 1865 et 1869. De format vertical, cette huile sur papier est un nu qui représente trois jeunes femmes arrivant dans un ruisseau pour une baignade. Donnée par Juliette Courbet en 1909, l'œuvre est conservée au Petit Palais, à Paris.